# Botanical Miscellany
Botanical Miscellany, abreviado Bot. Misc., es un libro con descripciones botánicas que fue escrito por el ilustrador botánico, botánico, micólogo, pteridólogo, briólogo y algólogo inglés William Jackson Hooker. Fue publicado en Londres en tres volúmenes en 1830, 1831 y 1833.
El libro se encuentra disponible en la biblioteca en línea Biodiversity Heritage Library.